# Хёпкен, Андерс Юхан фон
Граф Андерс Юхан фон Хёпкен (швед. Anders Johan von Höpken; 31 марта 1712, Стокгольм — 9 мая 1789, Стокгольм) — шведский политический и государственный деятель, сын Даниеля Никласа фон Хёпкена, одного из главных оппонентов Арвида Горна, и основателя партии «шляп».
Родился в семье Даниеля Никласа фон Хёпкена, принадлежащего к шведскому дворянскому роду фон Хёпкен, и баронессы Линдъельм.
Когда в 1738 году к власти пришла партия «шляп», младший Хёпкен занял место в секретном комитете риксдага, и во время русско-шведской войны 1741—43 годов был одним из двух утверждённых переговорщиков с Российской империей.
Наибольшего влияния достиг в 1746—1747 годах. Во многом благодаря его усилиям была принята «национальная декларация», в которой выражался протест против попыток русского посла подчинить своему влиянию кронпринца Адольфа Фредрика и правительство. Эта декларация восстановила престиж партии «шляп», а также укрепила антимосковские силы в Швеции.
В 1746 году Андерс фон Хёпкен стал членом риксрода. В 1751 году он сменил Карла Густава Тессина на посту президента королевской канцелярии и контролировал шведскую внешнюю политику на протяжении последующих 9 лет.